# Thaumatomyia sulfurifrons
Thaumatomyia sulfurifrons är en tvåvingeart som först beskrevs av Oswald Duda 1930.  Thaumatomyia sulfurifrons ingår i släktet Thaumatomyia och familjen fritflugor. Inga underarter finns listade i Catalogue of Life.